# Francis Patrick Moran
Francis Patrick Moran, irski rimskokatoliški duhovnik, škof in kardinal, * 16. december 1830, Leighlinbridge, † 17. avgust 1911.

## Življenjepis
19. marca 1853 je prejel duhovniško posvečenje. 
22. decembra 1871 je bil imenovan za soškofa Ossoryja in za naslovnega škofa Olbe; 5. marca 1872 je prejel škofovsko posvečenje. 11. avgusta istega leta je postal polni škof.
14. marca 1884 je bil imenovan za nadškofa Sydneyja.
27. julija 1885 je bil povzdignjen v kardinala in imenovan za kardinal-duhovnika S. Susanna.